# Мишагин, Андрей Васильевич
Андрей Васильевич Мишагин (род. 12 января 1965, Щёкино, Тульская область) — генерал-лейтенант полиции (2022), начальник ГУ МВД России по Ставропольскому краю (с 2021). Начальник УМВД России по Ульяновской области (2018—2021). Министр внутренних дел по Республике Калмыкия (2013—2018).

## Биография
Родился 12 января 1965 года в городе Щёкино Тульской области. В 1987 году закончил Тульское высшее артиллерийское инженерное училище. С 1982 по 1993 год служил в рядах Советской Армии. В органах внутренних дел с 1993 года. Службу начинал оперуполномоченным отделения по экономическим преступлениям УВД Центрального района Тулы, позже занимал должности начальника Управления по налоговым преступлениям УВД по Тульской области, заместителя начальника УВД по Тульской области по экономической безопасности, первого заместителя начальника УВД по Тульской области — начальника криминальной милиции, заместителя начальника — начальника полиции УМВД России по Тульской области.
В 2013 году окончил Российскую правовую академию Министерства юстиции Российской Федерации по специальности «юриспруденция».
1 августа 2013 года был назначен министром внутренних дел по Республике Калмыкия.
11 июня 2016 было присвоено специальное звание генерал-майор полиции.
В 2017 году, в связи с тем, что сотрудники калмыцкой полиции служат в Северной Осетии, генерал-майор полиции Андрей Мишагин посетил сводный отряд полицейских на Северном Кавказе. Калмыкия является дотационным регионом, потому Мишагин главной «зоной риска» определял освоение бюджетных средств.
6 ноября 2018 года был назначен начальником УМВД России по Ульяновской области.
В ноябре 2021 года был переведён начальником Главного управления МВД России по Ставропольскому краю.
7 ноября 2022 года было присвоено специальное звание генерал-лейтенант полиции.

## Награды
Награждён медалями ордена «За заслуги перед Отечеством» I и II степени, медалью «За отличие в охране общественного порядка», медалью «70 лет вооруженных сил СССР», медалью «За отличие в охране общественного порядка», медалями «За отличие в службе» I, II, III степени.